# Sjöslaget vid Retusaari
Sjöslaget vid Retusaari var ett mindre sjöslag under Karl X Gustavs ryska krig mellan Sverige och Ryssland. Ryssarna segrade men led större förluster än svenskarna som lyckades undkomma.